# 池尻茉由
池尻 茉由（いけじり まゆ、1996年12月19日 - ）は、熊本県荒尾市出身の元女子サッカー選手。ポジションはフォワード。女子サッカー選手の池尻凪沙は実姉。

## 経歴・人物
双子の姉である池尻凪沙と共にサッカーを始め、熊本のMELSA熊本FCで基礎を学ぶ。なお、姉の池尻凪沙とは、「みんなに似てると言われますが、二卵性です!」と明かしている。

### ユース
2012年に姉と共に兵庫県へ移り、高校女子サッカーの名門たる日ノ本学園高等学校に進学。田邊友恵の指導を受け、同期には後にサッカー日本女子代表に選ばれる万屋美穂、國武愛美が居た。高校2年次の第22回全日本高等学校女子サッカー選手権大会（2013年度）では決勝戦の藤枝順心高等学校戦で得点を挙げるなどの活躍で優勝を果たす。高校3年になると、平成26年度全国高等学校総合体育大会（東京都）サッカー競技女子の決勝戦の京都精華高等学校戦で先制点となるゴールを挙げて日ノ本学園の3年連続優勝に貢献した。さらに2015年1月の第23回全日本高等学校女子サッカー選手権大会でも主力として前年に続いて優勝を果たした。
2015年4月に吉備国際大学社会科学部スポーツ社会学科に進学し、同大学の女子サッカー部でもある吉備国際大学Charme岡山高梁（日本女子サッカーリーグ）の選手としてプレー。2018年度（大学4年）ではシーズン途中に岡山湯郷Belle（なでしこリーグ2部）にレンタル移籍する期間もあった中で、チャレンジリーグでは17得点を挙げてリーグ得点王となった。

### シニア
吉備国際大学卒業後の進路としてプロ選手として活動することを決め、大韓民国に渡って水原WFCへの入団を発表した。ハングル文字での名前の表記は "이케지리 마유"。
2019年8月4日に開催された韓国の第18回女子サッカー選手権（제 18회 전국여자축구선수권대회）の決勝で2ゴール1アシストと活躍し、優勝に大きく貢献した。
2020年1月20日、水原WFCからマイナビベガルタ仙台レディースに完全移籍することが発表された。双子の姉である池尻凪沙と高校以来のチームメイトとなる。
2022年6月25日、現役引退を発表。

### 代表
2019年、2019 シービリーブスカップに参戦するサッカー日本女子代表（なでしこジャパン）に初召集された。
2019年12月10日から18日に韓国で開催されたEAFF E-1サッカー選手権2019になでしこジャパンメンバーとして招集され、第1戦のチャイニーズ・タイペイ戦で後半から出場し、ファールで得たPKを自ら蹴って代表初ゴールを決めた。第3戦の韓国戦ではスタメンで起用された（ハーフタイムで交代）。

## 個人成績

### クラブ
| 国内大会個人成績 | 国内大会個人成績               | 国内大会個人成績 | 国内大会個人成績 | 国内大会個人成績 | 国内大会個人成績 | 国内大会個人成績 | 国内大会個人成績 | 国内大会個人成績 | 国内大会個人成績 | 国内大会個人成績 | 国内大会個人成績 |
| 年度             | クラブ                         | 背番号           | リーグ           | リーグ戦         | リーグ戦         | リーグ杯         | リーグ杯         | オープン杯       | オープン杯       | 期間通算         | 期間通算         |
| 年度             | クラブ                         | 背番号           | リーグ           | 出場             | 得点             | 出場             | 得点             | 出場             | 得点             | 出場             | 得点             |
| 日本             | 日本                           | 日本             | 日本             | リーグ戦         | リーグ戦         | リーグ杯         | リーグ杯         | 皇后杯           | 皇后杯           | 期間通算         | 期間通算         |
| ---------------- | ------------------------------ | ---------------- | ---------------- | ---------------- | ---------------- | ---------------- | ---------------- | ---------------- | ---------------- | ---------------- | ---------------- |
| 2015             | 吉備国際大学Charme             | 11               | なでしこ2部      | 25               | 9                | -                | -                | 2                | 1                | 27               | 10               |
| 2016             | 吉備国際大学Charme             | 11               | なでしこ2部      | 18               | 1                | 5                | 0                | 2                | 0                | 25               | 1                |
| 2017             | 吉備国際大学Charme             | 11               | なでしこ2部      | 18               | 6                | 7                | 2                | 0                | 0                | 25               | 8                |
| 2018             | 吉備国際大学Charme岡山高梁     | 11               | チャレンジWEST   | 14               | 17               | -                | -                | 0                | 0                | 14               | 17               |
| 2018             | 岡山湯郷Belle                  | 17               | なでしこ2部      | 7                | 4                | -                | -                | 0                | 0                | 7                | 4                |
| 韓国             | 韓国                           | 韓国             | 韓国             | リーグ戦         | リーグ戦         | リーグ杯         | リーグ杯         | オープン杯       | オープン杯       | 期間通算         | 期間通算         |
| 2019             | 水原WFC                        | 11               | WK               | 28               | 8                | -                | -                | -                | -                | 28               | 8                |
| 日本             | 日本                           | 日本             | 日本             | リーグ戦         | リーグ戦         | リーグ杯         | リーグ杯         | 皇后杯           | 皇后杯           | 期間通算         | 期間通算         |
| 2020             | マイナビベガルタ仙台レディース | 27               | なでしこ1部      | 13               | 2                | -                | -                | 0                | 0                | 13               | 2                |
| 2021-22          | マイナビ仙台レディース         | 8                | WE               | 19               | 3                | -                | -                | 1                | 0                | 20               | 3                |
| 通算             | 日本                           | 日本             | 1部              | 32               | 5                | 0                | 0                | 1                | 0                | 33               | 5                |
| 通算             | 日本                           | 日本             | 2部              | 68               | 20               | 12               | 2                | 4                | 1                | 84               | 23               |
| 通算             | 日本                           | 日本             | 3部              | 14               | 17               | -                | -                | 0                | 0                | 14               | 17               |
| 通算             | 韓国                           | 韓国             | 1部              | 28               | 8                | -                | -                | -                | -                | 28               | 8                |
| 総通算           | 総通算                         | 総通算           | 総通算           | 142              | 50               | 12               | 2                | 5                | 1                | 159              | 53               |

- 日本女子サッカーリーグ
  - 初出場 - 2015年3月29日 なでしこリーグ2部 第1節 スフィーダ世田谷FC戦 (シティライトスタジアム)
  - 初得点 - 2015年5月2日 なでしこリーグ2部 第6節 JAPANサッカーカレッジレディース戦 (胎内市総合グラウンド陸上競技場)

- WEリーグ
  - 初出場 - 2021年9月12日 第1節 ノジマステラ神奈川相模原戦 (ユアテックスタジアム仙台)[15]
  - 初得点 - 2021年10月17日 第6節 アルビレックス新潟レディース戦 (デンカビッグスワンスタジアム)[15]

### 代表
- 2019年2月27日 - 日本女子代表初出場 -  アメリカ合衆国戦 (2019 シービリーブスカップ（英語版）)
- 2019年12月11日 - 日本女子代表初得点 -  韓国戦 (EAFF E-1サッカー選手権2019)

#### 主な出場大会
- なでしこジャパン (日本女子代表)
  - 2019年 - 2019 シービリーブスカップ（英語版）（アメリカ合衆国）
  - 2019年 - EAFF E-1サッカー選手権2019（韓国）
  - 2020年 - 2020 シービリーブスカップ（英語版）（アメリカ合衆国）

#### 試合数
| 日本代表 | 国際Aマッチ | 国際Aマッチ |
| 年       | 出場        | 得点        |
| -------- | ----------- | ----------- |
| 2019     | 6           | 2           |
| 2020     | 1           | 0           |
| 通算     | 7           | 2           |

#### 出場試合
| #  | 開催日         | 開催都市     | スタジアム                         | 対戦国               | 結果  | 監督     | 大会                       | 出典   |
| -- | -------------- | ------------ | ---------------------------------- | -------------------- | ----- | -------- | -------------------------- | ------ |
| 1. | 2019年2月27日  | チェスター   | タレン・エナジー・スタジアム       | アメリカ合衆国       | △ 2-2 | 高倉麻子 | 2019 シービリーブスカップ  | [ 16 ] |
| 2. | 2019年3月2日   | ナッシュビル | ニッサン・スタジアム               | ブラジル             | ○ 3-1 | 高倉麻子 | 2019 シービリーブスカップ  | [ 17 ] |
| 3. | 2019年3月5日   | タンパ       | レイモンド・ジェームス・スタジアム | イングランド         | ● 0-3 | 高倉麻子 | 2019 シービリーブスカップ  | [ 18 ] |
| 4. | 2019年12月11日 | 釜山         | 釜山アジアド主競技場               | チャイニーズタイペイ | ○ 9-0 | 高倉麻子 | EAFF E-1サッカー選手権2019 | [ 19 ] |
| 5. | 2019年12月14日 | 釜山         | 九徳総合運動場                     | 中華人民共和国       | ○ 3-0 | 高倉麻子 | EAFF E-1サッカー選手権2019 | [ 20 ] |
| 6. | 2019年12月17日 | 釜山         | 九徳総合運動場                     | 韓国                 | ○ 1-0 | 高倉麻子 | EAFF E-1サッカー選手権2019 | [ 21 ] |
| 7. | 2020年3月5日   | オーランド   | エクスプロリア・スタジアム         | スペイン             | ● 1-3 | 高倉麻子 | 2020 シービリーブスカップ  | [ 22 ] |

#### ゴール
| #  | 開催日         | 開催都市 | スタジアム           | 対戦国               | 結果  | 監督     | 大会                       | 出典   |
| -- | -------------- | -------- | -------------------- | -------------------- | ----- | -------- | -------------------------- | ------ |
| 1. | 2019年12月11日 | 釜山     | 釜山アジアド主競技場 | チャイニーズタイペイ | ○ 9-0 | 高倉麻子 | EAFF E-1サッカー選手権2019 | [ 23 ] |
| 2. | 2019年12月11日 | 釜山     | 釜山アジアド主競技場 | チャイニーズタイペイ | ○ 9-0 | 高倉麻子 | EAFF E-1サッカー選手権2019 | [ 23 ] |

## タイトル

### クラブ
- 日ノ本学園高等学校
  - 全国高等学校総合体育大会サッカー競技大会(女子): 2回 (2013年, 2014年)[24]
  - 全日本高等学校女子サッカー選手権大会: 2回 (2014年, 2015年)